# Aa rosei
Aa rosei är en orkidéart som beskrevs av Oakes Ames. Aa rosei ingår i släktet Aa och familjen orkidéer.
Artens utbredningsområde är Peru. Inga underarter finns listade i Catalogue of Life.